# Giorgio Morandi (politico)
Giorgio Morandi (Ameglia, 22 gennaio 1905 – 12 marzo 2001) è stato un politico italiano.

## Biografia
Esponente della Democrazia Cristiana di La Spezia. Diventa Senatore della Repubblica Italiana alle elezioni politiche del 1963, confermando il proprio seggio anche a quelle del 1968, rimanendo in carica fino alla primavera 1972.
Muore il 12 marzo 2001 all'età di 96 anni.